# Leichtathletik-Weltmeisterschaften 2017/Teilnehmer (Bulgarien)
| Gelbes Symbol für Goldmedaillen mit stilisierten Olympischen Ringen | Graues Symbol für Silbermedaillen mit stilisierten Olympischen Ringen | Braundes Symbol für Bronzemedaillen mit stilisierten Olympischen Ringen |
| ------------------------------------------------------------------- | --------------------------------------------------------------------- | ----------------------------------------------------------------------- |
| —                                                                   | —                                                                     | —                                                                       |

Von Bulgarien wurden vier Athletinnen und vier Athleten für die Leichtathletik-Weltmeisterschaften 2017 in London nominiert.

## Ergebnisse

### Frauen

#### Laufdisziplinen
| Athlet             | Disziplin | Vorlauf | Vorlauf | Halbfinale | Halbfinale | Finale             | Finale             |
| Athlet             | Disziplin | Zeit    | Platz   | Zeit       | Platz      | Zeit               | Platz              |
| ------------------ | --------- | ------- | ------- | ---------- | ---------- | ------------------ | ------------------ |
| Iwet Lalowa-Collio | 100 m     | 11,31 s | 23      | 11,25 s SB | 19         | nicht qualifiziert | nicht qualifiziert |
| Iwet Lalowa-Collio | 200 m     | 23,08 s | 12      | 22,96 s    | 9          | nicht qualifiziert | nicht qualifiziert |

#### Sprung/Wurf
| Athletin             | Disziplin   | Qualifikation | Qualifikation | Finale             | Finale             |
| Athletin             | Disziplin   | Weite/Höhe    | Platz         | Weite/Höhe         | Platz              |
| -------------------- | ----------- | ------------- | ------------- | ------------------ | ------------------ |
| Mirela Demirewa      | Hochsprung  | 1,92 m SB     | 6             | 1,92 m SB          | 7                  |
| Gabriela Petrowa     | Dreisprung  | 13,90 m       | 17            | nicht qualifiziert | nicht qualifiziert |
| Radoslawa Mawrodiewa | Kugelstoßen | 16,99 m       | 21            | nicht qualifiziert | nicht qualifiziert |

### Männer

#### Laufdisziplinen
| Athlet      | Disziplin        | Vorlauf     | Vorlauf | Halbfinale | Halbfinale | Finale             | Finale             |
| Athlet      | Disziplin        | Zeit        | Platz   | Zeit       | Platz      | Zeit               | Platz              |
| ----------- | ---------------- | ----------- | ------- | ---------- | ---------- | ------------------ | ------------------ |
| Mitko Zenow | 3000 m Hindernis | 8:45,21 min | 37      |            |            | nicht qualifiziert | nicht qualifiziert |

#### Sprung/Wurf
| Athlet              | Disziplin  | Qualifikation | Qualifikation | Finale             | Finale             |
| Athlet              | Disziplin  | Weite/Höhe    | Platz         | Weite/Höhe         | Platz              |
| ------------------- | ---------- | ------------- | ------------- | ------------------ | ------------------ |
| Tichomir Iwanow     | Hochsprung | 2,31 m PB     | 3             | NM                 | ––                 |
| Momtschil Karailiew | Dreisprung | 16,57 m       | 15            | nicht qualifiziert | nicht qualifiziert |
| Georgi Zonow        | Dreisprung | 16,53 m       | 18            | nicht qualifiziert | nicht qualifiziert |